# Атаксит
Атакситите са един от трите структурни класа на железните метеорити. Всеки железен метеорит, съдържащ повече от 16 – 18 % никел се приема за атаксит.
Те са рядък клас – от 49 железни метеорита, чиито падания са наблюдавани, нито един не е атаксит. Най-големият железен метеорит, открит на Земята, е 60-тонният атаксит Хоба. Намерен е във ферма в Намибия през 1920 г.

## Минералогия
Всяка от трите структурни групи се характеризира с различната си структура, дължаща се на различното количество камасит и тенит, които съдържа. Хексаедритите обикновено се състоят изцяло от камасит. Октаедритите съдържат както камасит, така и тенит и са най-голямата група от железни находки. Повечето атаксити, които са най-рядката група, представляват чист тенит. Състоят се предимно от богат на никел тенит, а камаситът се среща само под формата на микроскопични, тънки ламели и лентички. Някои образци от атаксит съдържат до 69 % никел. Всъщност, те са най-богатите на никел от всички известни метеорити.
По състав атакситите могат да бъдат относително богати на минерала тенит с никел 27 – 65 % от теглото си, или да бъдат финокристални смеси от тенит и камасит с никел ~ 5,5 % от теглото. При смесването на тенита с малки количества камасит се образува финозърнестата смес плесит, която запълва пространствата между кристалите.

## Структура
Атакситите не показват нито видманщетеновата структура, наблюдавана в октаедритите, нито ноймановите линии, характерни за хексаедритите. Причината да не се развие такава структура е високото съдържание на никел, тъй като в този случай, при ниски температури под около 600 °C, където дифузията вече е твърде бавна, камаситът може да бъде разтворен от тенита. Атакситите не разкриват очевидна вътрешна структура при ецване и затова носят името си от гръцката дума, означаваща „без структура“.
Изрязаните и полирани с разредена азотна киселина повърхности на атакситите показват фина кристална структура, която би била описана като афанитна, ако се отнасяше за земна магмена скала. Афанитна е текстурата на някои магмени скали, които са толкова финозърнести, че техните съставни минерални кристали не се виждат с просто око.

## Класификация
Освен според кристалната си структура, по-късно железните метеорити са класифицирани и според концентрацията на никел в тях и микроелементите германий, галий и иридий. Други микроелементи, използвани за разделяне на групи, са антимон, арсен, кобалт, мед, злато, талий и волфрам. Химичната класификация ги разделя на 15 групи, означени с римска цифра и латински букви.
Повечето атаксити принадлежат към химична група IVB или са класифицирани като „негрупирани“, тъй като не се вписват в никоя от признатите понастоящем групи. Някои от тях принадлежат към групата IAB и попадат в sHL (подгрупа с високо съдържание на злато и ниско съдържание на никел), sLH (подгрупа с ниско съдържание на злато и високо на никел), sHH (група с високо съдържание на злато и никел) и „ung“ подгрупа (не отговаря на никоя подгрупа на IAB). Само няколко атаксита са класифицирани в IAB комплекс и IIF, IVA, IIAB, IIIAB групи.

## Любопитно
Скулптурката Железният човек е единствената малка пластика, изработена от атаксит. Това е фигурка на будисткия бог Вайшравана (Кубера), бог на богатството и войната. Предполага се, че е създадена през 11 век в Тибет от атаксит, паднал на Земята преди 15 хиляди години някъде в Сибир или Монголия. Открита е през 1938 г. от нацистка експедиция. Висока е 24 см, тежи около 10 кг и първоначално е била позлатена.